# استیک گردن
استیک گردن (انگلیسی: Chuck steak) یک برش گوشت گاو است و جزئی از برش فرعی (sub-prime) (برش‌های گوشتی بعد از برش‌های اصلی و اولیه تقسیم لاشه) می‌باشد که به نام گردن معروف است.
استیک گردن به‌طور معمول به فرم برش مستطیل شکل است که دارای ضخامتی برابر با ۲٫۵ سانتی‌متر (۱ اینچ) بوده و شامل بخش‌هایی از استخوان‌های شانه است، به خاطر فرم استخوان شانه در سطح مقطع که همانند عدد هفت انگلیسی (7) است، به نام استیک سون - بن (7-bone steak) معروف است.
روست (roast) یا استیک گردن استخوانی یکی از با صرفه‌ترین برش‌های گوشت گاو است. در بریتانیا، این برش از گوشت به طور معمول با نام «استیک تفت‌آب‌پزی» (braising steak) نامیده می‌شود. این گوشت به علت داشتن طعم قوی و داشتن تعادل بین گوشت و چربی، در تهیه گوشت چرخ‌کرده مورد استفاده قرار می‌گیرد و به همین خاطر دارای محبوبیت خاصی در بین مصرف‌کنندگان است.